# Liaodian (sockenhuvudort i Kina, Heilongjiang Sheng, lat 45,63, long 127,05)
Liaodian (kinesiska: 料甸, 料甸满族乡) är en sockenhuvudort i Kina. Den ligger i provinsen Heilongjiang, i den nordöstra delen av landet, omkring 35 kilometer öster om provinshuvudstaden Harbin. Antalet invånare är 41 369. Befolkningen består av 20 247 kvinnor och 21 122 män. Barn under 15 år utgör 12,0 %, vuxna 15-64 år 79 %, och äldre över 65 år 7,0 %.
Runt Liaodian är det ganska tätbefolkat, med 248 invånare per kvadratkilometer. Närmaste större samhälle är Acheng, 11,4 km sydväst om Liaodian. Omgivningarna runt Liaodian är en mosaik av jordbruksmark och naturlig växtlighet.
Genomsnittlig årsnederbörd är 839 millimeter. Den regnigaste månaden är juli, med i genomsnitt 186 mm nederbörd, och den torraste är januari, med 8 mm nederbörd.